# 超犀利趴
超犀利趴，是由相信音樂所主辦一年一度的大型演唱會，為臺灣樂團五月天所籌畫。
起初因2010年梁靜茹預計七夕在臺北小巨蛋開唱，但因她不再續約而取消，公司原打算認賠150萬的場地訂金，不過一個突如其來的想法，打算挑戰小巨蛋史上最長演唱會紀錄，因此舉辦「SUPER SLIPPA 超犀利趴」演唱會，並邀請許多臺灣的獨立樂團及歌手演出，於2010年8月舉辦第一屆。
2013年起擴大舉行為期兩個月的「犀利啥小趴」及集結各大知名歌手及樂團的「犀利好大趴」。2014年首度舉辦「犀利未來趴」，無償提供新生代的創作音樂人及樂團專業舞台演出。2015年除了「啥小趴」、「未來趴」，也新增「犀利閃電趴」及「犀利趴外趴」，更將「好大趴」擴大為「世界好大趴」及「靠近舞台」雙舞台，廣邀世界各地的知名歌手樂團登臺演出。2021年因嚴重特殊傳染性肺炎疫情首度停辦，其後於2023年疫情趨緩後復辦。

## 演出場次

### 2010年：超犀利趴
今年最大攤搖滾團GO！團團包圍小巨蛋！
霹靂趴喇第一次一萬人字拖霸佔小巨蛋！
BIN BIN BIANG BIANG 六小時Over持久戰！
小巨蛋史上最長演唱會！2010唯一風雨不喊停 
| 主題名稱                    | 歌手                                                                           | 日期           | 地點       |
| 八樂團嘉年華                | 1976、Tizzy Bac、宇宙人、旺福、拾參樂團、 熊寶貝樂團、嚴爵、MP魔幻力量、五月天 | 2010年8月14日  | 臺北小巨蛋 |
| 2010 超犀利聖誕趴上海演唱會 | 五月天、MP魔幻力量、八三夭、嚴爵                                               | 2010年12月24日 | 上海大舞臺 |
| 2010 超犀利聖誕趴上海演唱會 | 五月天、MP魔幻力量、八三夭、嚴爵                                               | 2010年12月25日 | 上海大舞臺 |

### 2011年：超犀利趴 趴吐
超犀利趴　趴吐在高雄
史上最大搖滾遊園陣地！
| 主題名稱                | 歌手                                                                            | 日期           | 地點           |
| 高雄超犀利趴 趴吐演唱會 | 李宗盛、五月天、MATZKA、宇宙人、flumpool、 滅火器、嚴爵 & Jazz Band、MP魔幻力量 | 2011年10月15日 | 高雄世運主場館 |

### 2012年：團團團團團
五團再續攤
2000樂團BAND世紀／2005五團續攤／2012團團團團團
12年前我們爽快一口約定，12年後和你痛快再乾一杯！
| 主題名稱                                         | 歌手                                                                        | 日期          | 地點       |
| 超犀利趴 SUPER SLIPPER 趴三 「團團團團團」演唱會 | 亂彈、董事長、四分衛、脫拉庫、五月天 特別嘉賓：姚可傑、劉若英、旺福、宇宙人 | 2012年8月25日 | 臺北小巨蛋 |
| 超犀利趴 SUPER SLIPPER 趴三 「團團團團團」演唱會 | 亂彈、董事長、四分衛、脫拉庫、五月天 特別嘉賓：姚可傑、劉若英、旺福、宇宙人 | 2012年8月26日 | 臺北小巨蛋 |

### 2013年：犀利女子大趴
犀利好大趴
女子搖滾起義女子強！女子嗆！女子美力！女子女子玩！
以女性為主唱之樂團編制的「犀利女子大趴」。
| 主題名稱                        | 歌手 | 日期          | 地點       |
| 超犀利趴4「犀利女子大趴」演唱會 | 劉娜娜 × Black Band Olivia × Wonderland樂團 Tizzy Bac 魏如萱 × Lovely Baby 家家 × Eight Floor 徐佳瑩 × 兔耳朵樂團 白安 × White Band 范曉萱 × 100% Jolin × Mayday 特別嘉賓：昊恩、馬毓芬、金智娟 | 2013年8月24日 | 臺北小巨蛋 |

犀利啥小趴
東區搖滾起義夜夜夜衝 [ 國父紀念館 ] 捷運出口，看搖滾衝啥大！衝啥小！
集結多組知名歌手及樂團輪番演出。
| 主題名稱                          | 歌手                          | 日期          | 地點                  |
| 熱得要暑–20周年演唱會暖身趴       | 四分衛                        | 2013年7月5日  | 松山文創園區 一號倉庫 |
| 2013 旺福暖趴                     | 旺福                          | 2013年7月6日  | 松山文創園區 一號倉庫 |
| -                                 | HUSH!、馬克白                 | 2013年7月7日  | 松山文創園區 一號倉庫 |
| 幸福就是...黑色演唱會             | 劉若英                        | 2013年7月12日 | 松山文創園區 一號倉庫 |
| 幸福就是...黑色演唱會             | 劉若英                        | 2013年7月13日 | 松山文創園區 一號倉庫 |
| -                                 | 猴子飛行員、趙之璧、God Dance | 2013年7月14日 | 松山文創園區 一號倉庫 |
| 人之初                            | 品冠                          | 2013年7月19日 | 松山文創園區 一號倉庫 |
| 淚滴家家                          | 家家                          | 2013年7月20日 | 松山文創園區 一號倉庫 |
| -                                 | io、Fun4                      | 2013年7月21日 | 松山文創園區 一號倉庫 |
| 黃家強 It's alright 演唱會        | 黃家強                        | 2013年7月26日 | 松山文創園區 一號倉庫 |
| 小犀利之大吉祥演唱會              | 董事長                        | 2013年7月27日 | 松山文創園區 一號倉庫 |
| -                                 | Mary See the Future、啾吉惦惦 | 2013年7月28日 | 松山文創園區 一號倉庫 |
| 宇宙大樂團                        | 宇宙人                        | 2013年8月2日  | 松山文創園區 一號倉庫 |
| 是什麼讓我遇見這樣的你            | 白安                          | 2013年8月3日  | 松山文創園區 一號倉庫 |
| -                                 | 草莓救星、輕鬆玩              | 2013年8月4日  | 松山文創園區 一號倉庫 |
| 諾亞翻桌之雜草重生 世界巡迴演唱會 | 龍之家族                      | 2013年8月9日  | 松山文創園區 一號倉庫 |
| 諾亞翻桌之雜草重生 世界巡迴演唱會 | 龍之家族                      | 2013年8月10日 | 松山文創園區 一號倉庫 |
| -                                 | 女孩與機器人、謊言留聲機      | 2013年8月11日 | 松山文創園區 一號倉庫 |
| 愛囉哈 Hello！ALOHA 2             | 丁噹                          | 2013年8月16日 | 松山文創園區 一號倉庫 |
| 愛囉哈 Hello！ALOHA 2             | 丁噹                          | 2013年8月17日 | 松山文創園區 一號倉庫 |
| -                                 | 胖虎、大象體操                | 2013年8月18日 | 松山文創園區 一號倉庫 |
| -                                 | 滅火器                        | 2013年8月23日 | 松山文創園區 一號倉庫 |
| 嘻哈啥小趴                        | MP魔幻力量、大支、舒米恩      | 2013年8月24日 | 松山文創園區 一號倉庫 |
| -                                 | OVDS、世外桃源                | 2013年8月25日 | 松山文創園區 一號倉庫 |
| -                                 | 1976                          | 2013年8月30日 | 松山文創園區 一號倉庫 |
| 八三夭 2013 低調生日趴            | 八三夭                        | 2013年8月31日 | 松山文創園區 一號倉庫 |

### 2014年：超犀利趴 5
犀利好大趴
B'infinite Our Dream
堅持5年，只堅持一樣：堅持傾聽彼此的不一樣！
| 主題名稱                                            | 歌手 | 日期          | 地點       |
| 超犀利趴5 「犀利好大趴 B'infinite Our Dream」演唱會 | Mary See the Future、盧廣仲、HUSH!、徐佳瑩、 黃貫中、白安、五月天、楊乃文 、以莉.高露、 保卜＆家家、吳汶芳、李劍青、 黃玠、劉士華、潘世程 特別嘉賓：李宗盛 | 2014年8月23日 | 臺北小巨蛋 |

犀利啥小趴
B'indie Yourself
註：列表中之粗體字為「特別趴」。
| 主題名稱                                                                   | 歌手                           | 日期          | 地點                  |
| YouTube 超人氣創作新秀－Sam & Kurt                                         | Sam Tsui、Kurt Hugo Schneider  | 2014年7月3日  | 松山文創園區 一號倉庫 |
| 挺你到底                                                                   | 任賢齊                         | 2014年7月4日  | 松山文創園區 一號倉庫 |
| 宇宙人零零參首部曲                                                         | 宇宙人                         | 2014年7月5日  | 松山文創園區 一號倉庫 |
| -                                                                          | 猴子飛行員、教練               | 2014年7月6日  | 松山文創園區 一號倉庫 |
| 「偶像！！偶愛你！！」慶生趴                                               | 旺福                           | 2014年7月11日 | 松山文創園區 一號倉庫 |
| Paul Wong " New Chapter "                                                  | 黃貫中                         | 2014年7月12日 | 松山文創園區 一號倉庫 |
| -                                                                          | 謊言留聲機、放客兄弟           | 2014年7月13日 | 松山文創園區 一號倉庫 |
| 爵家情人 （原為范瑋琪之演唱會，後因故取消。）                              | 嚴爵、家家                     | 2014年7月18日 | 松山文創園區 一號倉庫 |
| What's next 新歌演唱會                                                     | 白安                           | 2014年7月19日 | 松山文創園區 一號倉庫 |
| -                                                                          | 李劍青、法蘭黛樂團             | 2014年7月20日 | 松山文創園區 一號倉庫 |
| 5th Anniversary tour 2014 「MOMENT」 Taiwan Special Live                   | flumpool                       | 2014年7月25日 | 松山文創園區 一號倉庫 |
| 5th Anniversary tour 2014 「MOMENT」 Taiwan Special Live                   | flumpool                       | 2014年7月26日 | 松山文創園區 一號倉庫 |
| 躁動實驗室                                                                 | 激膚樂團、Random隨性樂團       | 2014年7月27日 | 松山文創園區 一號倉庫 |
| 慢情歌                                                                     | 梁文音                         | 2014年8月1日  | 松山文創園區 一號倉庫 |
| 爵家情人                                                                   | 嚴爵、家家                     | 2014年8月2日  | 松山文創園區 一號倉庫 |
| -                                                                          | P!sco、OVDS                    | 2014年8月3日  | 松山文創園區 一號倉庫 |
| -                                                                          | 倪安東、楊永聰                 | 2014年8月8日  | 松山文創園區 一號倉庫 |
| 出隧道口                                                                   | 亂彈阿翔                       | 2014年8月9日  | 松山文創園區 一號倉庫 |
| -                                                                          | 輕鬆玩、嘴哥                   | 2014年8月10日 | 松山文創園區 一號倉庫 |
| 強辯Continue 繼續演唱會                                                    | 強辯樂團                       | 2014年8月15日 | 松山文創園區 一號倉庫 |
| 阿福@Super Slipper                                                         | 鄧福如                         | 2014年8月16日 | 松山文創園區 一號倉庫 |
| -                                                                          | HUSH!、Mary see the future     | 2014年8月17日 | 松山文創園區 一號倉庫 |
| YouTube網路爆紅超人氣歌手－Alex Goot 美國流行搖滾樂團－Against The Current | Alex Goot、Against The Current | 2014年8月19日 | 松山文創園區 一號倉庫 |
| -                                                                          | 曾沛慈                         | 2014年8月22日 | 松山文創園區 一號倉庫 |
| 愛＞進化 2014新歌演唱會                                                    | JPM                            | 2014年8月23日 | 松山文創園區 一號倉庫 |
| -                                                                          | 八十八顆芭樂籽、Slimo          | 2014年8月24日 | 松山文創園區 一號倉庫 |
| 拾年                                                                       | 歐開合唱團                     | 2014年8月29日 | 松山文創園區 一號倉庫 |
| MP4新歌演唱會                                                              | MP魔幻力量                     | 2014年8月30日 | 松山文創園區 一號倉庫 |
| -                                                                          | 微光群島、Silverbus            | 2014年8月31日 | 松山文創園區 一號倉庫 |

犀利未來趴
I'm not the only one dreamer…
未來，就交給你們吧！
舞台我們來搭，音箱我們來架
未來的Spot light你想怎麼打就怎麼打！
拼一下，這裡就是你的天下！
就來吧！未來應該不遠了吧？

無償為新生代的創作音樂人及樂團提供專業表演舞台，
於暑期每週三舉行，每週兩、三組表演者輪番演出。
| 歌手                                        | 日期           | 地點                  |
| 7 Stages of Grief、慢慢說樂團、來吧！焙焙！ | 2014年7月9日   | 松山文創園區 一號倉庫 |
| 瑪啡因、柯泯薰、Green！Eyes                 | 2014年07年16日 | 松山文創園區 一號倉庫 |
| Space Cake、南瓜妮歌迷俱樂部、槍擊潑辣      | 2014年7月30日  | 松山文創園區 一號倉庫 |
| 巨大的轟鳴、大象體操                        | 2014年8月5日   | 松山文創園區 一號倉庫 |
| 脫序派對、BOXING樂團、化學猴子              | 2014年8月6日   | 松山文創園區 一號倉庫 |
| No Promise、怕胖團、皇后皮箱                | 2014年8月13日  | 松山文創園區 一號倉庫 |
| 三十萬年老虎鉗、棋盤上的空格、麋先生        | 2014年8月20日  | 松山文創園區 一號倉庫 |
| HiJack、Staycool、紅花樂團                  | 2014年8月27日  | 松山文創園區 一號倉庫 |

### 2015年：超犀利趴 6
超犀利世界好大趴
Live！Larger than Life！ 
現在我在現場
我在台北存在
Live！Larger than Life
每年夏天，我在台北！
離開地球表面60天！！ 
| 主題名稱         | 歌手 | 日期          | 地點             |
| 超犀利世界好大趴 | 脫拉庫、徐佳瑩、Slot Machine、 林憶蓮、MP魔幻力量、五月天                                                                | 2015年8月9日  | 台北市南港展覽館 |
| 超犀利世界好大趴 | 宇宙人、蘇珊娜·薇佳、四分衛、Ella 陳嘉樺、 氣志團、丁噹、五月天、阿密特 特別嘉賓：蔡黃汝、艾怡良、袁詠琳、劉若英、王識賢 | 2015年8月10日 | 台北市南港展覽館 |
| 靠近舞台         | 嚴爵、Hush、DJ Noodles、王大文、 麋先生、家家、BOXING樂團                                                                | 2015年8月9日  | 台北市南港展覽館 |
| 靠近舞台         | 猛虎巧克力、強辯樂團、袁詠琳、龍之家族、 皇后皮箱、八十八顆芭樂籽                                                        | 2015年8月10日 | 台北市南港展覽館 |

SUMMER！STAGEA 犀利啥小趴
Summer Live House for A Better Life Ours！
| 主題名稱                             | 歌手              | 日期          | 地點                        |
| 超級雪巴人                           | 宇宙人            | 2015年7月3日  | 台北市松山文創園區 一號倉庫 |
| 夏日～冰！棒！趴！                   | 蕭煌奇            | 2015年7月4日  | 台北市松山文創園區 一號倉庫 |
| 太委屈之 現在才開演唱會              | 陶晶瑩            | 2015年7月11日 | 台北市松山文創園區 一號倉庫 |
| twenty one pilots Live in Taipei     | twenty one pilots | 2015年7月14日 | 台北市松山文創園區 一號倉庫 |
| 《方向感》十五週年經典巡迴最終場     | 1976              | 2015年7月17日 | 台北市松山文創園區 一號倉庫 |
| Tiger Voice                          | 黃小琥            | 2015年7月18日 | 台北市松山文創園區 一號倉庫 |
| 你來點我來唱音樂會                   | 盧凱彤            | 2015年7月24日 | 台北市松山文創園區 一號倉庫 |
| Sometimes Later Becomes Never        | 觸執毛            | 2015年7月25日 | 台北市松山文創園區 一號倉庫 |
| Just Joke It！「救世」世界巡迴演唱會 | 龍之家族          | 2015年7月30日 | 台北市松山文創園區 一號倉庫 |
| Just Joke It！「救世」世界巡迴演唱會 | 龍之家族          | 2015年7月31日 | 台北市松山文創園區 一號倉庫 |
| 「落跑吧 愛情」演唱會                | 任賢齊            | 2015年8月1日  | 台北市松山文創園區 一號倉庫 |
| -                                    | David Choi        | 2015年8月8日  | 台北市松山文創園區 一號倉庫 |
| 一個人的地下室                       | Hush              | 2015年8月14日 | 台北市松山文創園區 一號倉庫 |
| [5嚴6爵] 演唱會                      | 嚴爵              | 2015年8月15日 | 台北市松山文創園區 一號倉庫 |
| Matzka＆東南美 台東熱演唱會          | MATZKA            | 2015年8月21日 | 台北市松山文創園區 一號倉庫 |
| 「聆凡好聲音」林凡犀利啥小趴         | 林凡              | 2015年8月22日 | 台北市松山文創園區 一號倉庫 |
| 我敢演唱會                           | 劉若英            | 2015年8月28日 | 台北市松山文創園區 一號倉庫 |
| 我敢演唱會                           | 劉若英            | 2015年8月29日 | 台北市松山文創園區 一號倉庫 |

SUNDAY！STAGE 犀利閃電趴
Live Sunday to Save Life Until Next Sunday！
| 歌手                          | 日期          | 地點                        |
| FLUX、棋盤上的空格            | 2015年7月5日  | 台北市松山文創園區 一號倉庫 |
| TRASH、槍擊潑辣               | 2015年7月12日 | 台北市松山文創園區 一號倉庫 |
| 妮可醬、茄子蛋                | 2015年7月19日 | 台北市松山文創園區 一號倉庫 |
| Before running to die、草地人 | 2015年7月26日 | 台北市松山文創園區 一號倉庫 |
| Go Go Rise、夕陽武士          | 2015年8月2日  | 台北市松山文創園區 一號倉庫 |
| 拾參、教練                    | 2015年8月16日 | 台北市松山文創園區 一號倉庫 |
| 聲子蟲、記號士                | 2015年8月23日 | 台北市松山文創園區 一號倉庫 |
| Triple G Cup、No Promise      | 2015年8月30日 | 台北市松山文創園區 一號倉庫 |

TOMORROW！STAGE 犀利未來趴
Free-Night Live We Share, Wanna-Be Life We Will！
| 主題名稱             | 歌手               | 日期          | 地點                        |
| -                    | 湯姆與哈克、廖士賢 | 2015年7月1日  | 台北市華山文創園區 離線咖啡 |
| 那年匆匆             | 李劍青             | 2015年7月8日  | 台北市華山文創園區 離線咖啡 |
| 柯智棠個人演唱會     | 柯智棠             | 2015年7月15日 | 台北市華山文創園區 離線咖啡 |
| 犀利明日             | 邱振哲             | 2015年7月22日 | 台北市華山文創園區 離線咖啡 |
| 超時空點唱機         | 肯周樂隊           | 2015年7月29日 | 台北市華山文創園區 離線咖啡 |
| 凡爾賽宮的蘿莉塔     | 十九兩             | 2015年8月5日  | 台北市華山文創園區 離線咖啡 |
| 還不是大人也不是小孩 | Peace              | 2015年8月12日 | 台北市華山文創園區 離線咖啡 |
| 改不過來的臺灣國語   | 康小白、陳建瑋     | 2015年8月19日 | 台北市華山文創園區 離線咖啡 |
| 桑布伊古謠分享會     | 桑布伊             | 2015年8月26日 | 台北市華山文創園區 離線咖啡 |

！STAGE 犀利趴外趴
Live Offline, Life Unplugged ！
| 主題名稱                    | 歌手        | 日期          | 地點                        |
| 不安於世                    | 白安        | 2015年7月3日  | 台北市華山文創園區 離線咖啡 |
| 柯泯薰 - 回放來自未來的影像 | 柯泯薰      | 2015年7月4日  | 台北市華山文創園區 離線咖啡 |
| Summer Live                 | 趙之璧      | 2015年7月5日  | 台北市華山文創園區 離線咖啡 |
| 真實故事 True stories       | 石頭        | 2015年7月31日 | 台北市華山文創園區 離線咖啡 |
| Summer！Summer ！！         | Woody Woody | 2015年8月1日  | 台北市華山文創園區 離線咖啡 |
| 彈，木吉他                  | 亂彈阿翔    | 2015年8月2日  | 台北市華山文創園區 離線咖啡 |

### 2016年：超犀利趴 7
台北正中央七月最後三天！暑假正中心
無國界三大舞台 x 無極限音樂高手 x 無距離南港展覽館

七月就活三天
現在就是永遠
明天過後 明天再說
現場，就是現在！
現在，就在台北！
SUPER STAGE
| 歌手                                                                     | 日期          | 地點             |
| 家家、Birdy、韋禮安、卡莉·蕾·傑普森、王傑 特別嘉賓：阿信                 | 2016年7月29日 | 台北市南港展覽館 |
| 大支、魏如萱、Redfoo、Rita Ora、蔡依林                                   | 2016年7月30日 | 台北市南港展覽館 |
| MAN WITH A MISSION（狼人樂團）、乱彈阿翔、色情塗鴉、立體音響樂隊、五月天 | 2016年7月31日 | 台北市南港展覽館 |

STAR STAGE
| 歌手                                                               | 日期          | 地點             |
| 絲襪小姐、八三夭、以莉·高露、大橋トリオ（大橋三重唱）、Kula Shaker | 2016年7月29日 | 台北市南港展覽館 |
| 草東沒有派對、嚴爵、Jealkb、Hush、Slot Machine、五分珠             | 2016年7月30日 | 台北市南港展覽館 |
| 巨大的轟鳴、巴奈·庫穗、蛋堡、泰根與莎拉、［Alexandros］            | 2016年7月31日 | 台北市南港展覽館 |

SUMMER STAGE
| 歌手                                                                                       | 日期          | 地點             |
| 巴賴、SKIP SKIP BEN BEN、Easy Shen、煙霧彈樂團、傷心欲絕                                   | 2016年7月29日 | 台北市南港展覽館 |
| 謝震廷、MP魔幻力量、史貝絲考克、勸世宗親會、激膚樂團、血肉果汁機                           | 2016年7月30日 | 台北市南港展覽館 |
| Eleven Dollars、原子邦妮、夕陽武士、柯智棠、麋先生、星期三的康帕內拉（水曜日のカンパネラ） | 2016年7月31日 | 台北市南港展覽館 |

### 2017年：超犀利趴 8
SUPER SLIPPA PART 8.0
2017之［誰說沒有犀利趴！］
回到原點- 同黨萬歲八週年
| 主題名稱                                             | 歌手                                    | 日期          | 地點       |
| SUPER SLIPPA 2017 TAIPEI SUPER SUMMER MUSIC FESTIVAL | 郭頂、TRASH樂團、茄子蛋、宇宙人、五月天 | 2017年9月30日 | Legacy Max |

### 2018年：超犀利趴 9
Rock Star Wars, Music's The Avengers
團戰趴 挺最久！
超犀利趴9
[ 台北正中央 ] 第九級搖滾震央
星際轟趴
SUPER STAGE
| 歌手                                                    | 日期         | 地點       |
| 法蘭黛樂團、韋禮安、蘇慧倫、蕭秉治、Perfume、五月天     | 2018年8月4日 | 臺北小巨蛋 |
| 五月天、茄子蛋 、［Alexandros］、四分衛、林小弟、陳綺貞 | 2018年8月5日 | 臺北小巨蛋 |

SUMMER STAGE
| 歌手                                                     | 日期         | 地點             |
| 鼓鼓、魏嘉瑩、劉艾立、渣泥、隨性樂團、BOXING樂團         | 2018年8月4日 | 臺北小巨蛋南廣場 |
| 怕胖團、夕陽武士、南瓜妮歌迷俱樂部、Crispy脆樂團、麋先生 | 2018年8月5日 | 臺北小巨蛋南廣場 |

### 2019年：超犀利趴 10
超犀利趴10破天驚 挺過第十年
同黨十歲，十粒派樂團鬥陣俱樂部！
10面埋伏，亞洲狠角色台北硬碰硬！
SUPER STAGE
| 歌手 | 日期         | 地點             |
| DA PUMP、丁噹（Guest. J.Sheon）、鼓鼓 呂思緯、Bii 畢書盡、MC HotDog 熱狗、w-inds.、五月天 特別嘉賓：Hush | 2019年8月3日 | 台北市南港展覽館 |
| 旺福、家家（Guest. 茄子蛋）、flumpool 凡人譜、蔡健雅、BABYMETAL、陶喆、五月天 特別嘉賓：白安             | 2019年8月4日 | 台北市南港展覽館 |

全聯福利中心 × SUMMER STAGE
| 歌手                                                                   | 日期         | 地點             |
| 怕胖團、So What、Lead、黃奕儒、慢慢說樂團、許含光、渣泥                | 2019年8月3日 | 台北市南港展覽館 |
| 麋先生、告五人、魏嘉瑩＆Arrow Band、白安、KEYTALK、Rubber Band、李友廷 | 2019年8月4日 | 台北市南港展覽館 |

### 2020年：超犀利趴 11
集合啦 SUPER SLIPPA 派對動物聲友會！
超犀利趴11 11不捨 我們一定要在一起 1+1=11
◤ 超前佈暑團團包圍 超犀利趴11不捨 ◢
SUPER STAGE
| 主題名稱 | 歌手                                                                                        | 日期          | 地點       |
| 團團包圍 | 告五人、宇宙人、老王樂隊、茄子蛋、 獅子LION、劉若英、五月天 特別嘉賓：阿爆 · 影像嘉賓：朗朗 | 2020年8月22日 | 臺北小巨蛋 |
| 一一不捨 | 鼓鼓、蕭秉治、呂士軒、ØZI、 韋禮安、周華健、五月天 影像嘉賓：孫燕姿                         | 2020年8月23日 | 臺北小巨蛋 |

SUMMER STAGE
| 歌手               | 日期          | 地點                   |
| 葉穎、魏嘉瑩、JADE | 2020年8月22日 | 臺北小巨蛋二樓紅區迴廊 |
| 葉穎、持修、黃奕儒 | 2020年8月23日 | 臺北小巨蛋二樓紅區迴廊 |

### 2023年：超犀利趴 12
犀利12聲嘯　盛夏12光年
超越800天的冬眠
犀利的龍選之龍
利用這段等待的時間
趴好趴滿睡飽睡翻
十足的養精蓄銳後
二零二三年的夏天
SUPER STAGE
| 歌手                                                                                           | 日期          | 地點             |
| 五月天、庾澄慶、綠黄色社會、麋先生（𝘧𝘵. 家家）、放浪兄弟、鼓鼓（𝘧𝘵. Marz23）、許鈞（𝘧𝘵. 白安） | 2023年7月22日 | 台北市南港展覽館 |
| 五月天、陳綺貞、HUSH、告五人、TRASH樂團、傻子與白痴（𝘧𝘵. 楊乃文）、怕胖團                      | 2023年7月23日 | 台北市南港展覽館 |

SUMMER STAGE
| 歌手                                                                     | 日期          | 地點             |
| 小人、ALL IN 5、派對紳士、B.T.O.D 𝘷𝘴. 夏沐＋梁舒涵、李浩瑋＋王謙、甜約翰 | 2023年7月22日 | 台北市南港展覽館 |
| VH（Vast&Hazy）、魏嘉瑩、芒果醬、法蘭、icyball冰球樂團、蕭秉治           | 2023年7月23日 | 台北市南港展覽館 |

### 2024年：超犀利趴 13
11不捨 33來遲
每年盛夏「超犀利趴」偶爾遲到，但一定會到！
我趴故我在！我在犀利趴！
SUPER STAGE
| 歌手                                                       | 日期          | 地點       |
| 理想混蛋、宇宙人、盤尼西林、凡人譜、動力火車、GLAY、五月天 | 2024年8月24日 | 臺北小巨蛋 |
| 芒果醬、GX（鼓鼓＋蕭秉治）、高爾宣、Energy、任賢齊、五月天 | 2024年8月25日 | 臺北小巨蛋 |

SUMMER STAGE
| 歌手                                        | 日期          | 地點                   |
| 陳泳希、郭芝吟、法蘭、吳汶芳、BOOM!怪物星人 | 2024年8月24日 | 臺北小巨蛋二樓紅區迴廊 |
| babyMINT、AcQUA舞擔小分隊、FEniX、黃霆睿    | 2024年8月25日 | 臺北小巨蛋二樓紅區迴廊 |

## 外部連結
- 超犀利趴的Facebook專頁 （繁體中文）
- 超犀利趴的Instagram帳戶 （繁體中文）
- 超犀利趴 官方Youtube頻道 （繁體中文）